# Wilhelm Bornhardt
Friedrich Wilhelm Conrad Eduard Bornhardt (Braunschweig, 20 de abril de 1864 — Goslar, 2 de dezembro de 1946), mais conhecido por Wilhelm Bornhardt, foi um geólogo, engenheiro e explorador, director de Escola de Minas de Berlim (Bergakademie Berlin) de 1907 a 1916. Ficou conhecido pelas suas viagens de exploração e pelo seu trabalho pioneiro no estudo da geologia da África Oriental.

## Biografia
Foi encarregue de fazer o reconhecimento geológico dos territórios que então constituíam a África Oriental Alemã e ao seu trabalho ficou-se a dever o primeiro estudo aprofundado da geologia da África Oriental, publicando importantes trabalhos sobre as suas viagens e descobertas geológicas.
Em 1896 partiu de Lindi para o Lago Niassa, região onde permaneceu durante 10 meses, realizando ali oito viagens de exploração. Após o seu regresso à costa, publicou o relat das suas viagens e descobertas.
Em 1897 realizou uma viagem de exploração destinada ao estudo da geologia do então protectorado alemão de Dar es Salaam, percorrendo aquela região da África Oriental até às margens do rio Rovuma, o arquipélago de Zanzibar e as Montanhas Usambara, realizando para isso cerca de uma dúzia de longas viagens. Nessa exploração percorreu cerca de 6 000 km, cartografando a geologia e a vegetação das regiões que atravessou.
Deve-se a Bornhardt a primeira prova da existência de depósitos de carvão nos territórios que constituem a actual Tanzania, descobertos quando em 1896 explorou a região de Kiwira e a bacia do rio Songwe. Nessa viagem descreveu a estratigrafia do supergrupo Karoo e prospectou diversos depósitos carboníferos.
O mineral rosado bornhardtite, inicialmente encontrado em Lautenthal nas Montanhas do Harz da Baixa Saxónia, foi assim designado em sua honra.
Introduziu na nomenclatura geológica o termo inselberg (literalmente montanha ilha), usado para descrever uma massa rochosa isolada e elevada face a uma região circunvizinha aplainada (o Morro do Pão de Açúcar é uma inselberg). Também em sua honra, foi dado o nome de bornhardt a um tipo particular de inselberg.
Bornhardt inventou um conjunto de técnicas aplicáveis à indústria mineira, entre as quais um gerador eléctrico manual, depois muito utilizado na detonação de cargas explosivas em minas.

## Publicações
- Bornhardt, W (1989). «Uber die bergmännischen und geologischen Ergebnisse seiner Reisen in Deutsch-Ostafrika». Z.Deutsch.Geol.Ges.: 50, 59–73
- Bornhardt, W (1898). «Die Schwefelquellen von Amboni». Dtsch.Kolonialbl.9: 268–272
- Bornhardt, W (1899). «Über nutzbare Lagerstätten Deutsch-Ostafrikas». Z.Prakt.Geol.7: 217–218
- Bornhardt, W (1900). «Deutsch-Ostafrika». Zur Oberflächen-Gestaltung und Geologie Deutsch-Ostafrikas. 7. Berlin: Dietrich Reimer